# Isidro Quesada
Juan Isidro Quesada (Buenos Aires,  junio de 1802 - junio de 1876) fue un militar argentino, de actuación destacada en la guerra de independencia de su país y en la de Perú, en la Guerra del Brasil y en las guerras civiles argentinas. Era sobrino de Juan José, Dionisio y Sixto Quesada, coroneles de la guerra de la Independencia Argentina.

## Infancia en el Ejército
En 1807, con cinco años de edad, era cadete del Regimiento de Patricios de Buenos Aires, y colaboró en la Defensa de Buenos Aires contra las invasiones inglesas.
En 1811 fue tomado preso por los soldados del Motín de las Trenzas, pero éstos lo enviaron fuera del cuartel. Poco más tarde se unió al sitio de Montevideo, y en enero de 1815 fue incorporado al Ejército del Norte. Participó con el grado de teniente en la batalla de Sipe-Sipe (1815), en la que fue herido y capturado.
Tenía 13 años cuando participó como teniente del ejército expedicionario argentino , enviado al Alto Perú por la junta insurgente de las provincias del Río de la Plata, en el descalabro de Vilouma - 29 de noviembre de 1815-, en el que las tropas realistas derrotaron a Rondeau dejando más de 1,200 muertos y 800 prisioneros en el campo de batalla.
Quesada, como prisionero del ejército realista, jefaturado por el Pezuela, fue confinado a la ciudad de Moquegua de donde, posteriormente fue remitido a la fortaleza del real Felipe del Callao donde permaneció hasta noviembre de 1820 , en el que fue liberado por José de San Martín en un canje de prisioneros , fue tratado como un prisionero adulto por sus carceleros; en cambio a su paso por el pueblo de Moquegua la gente que se cruzaba con él se compadecía de su situación y la regalaban ropa , comida y recibía todo tipo de hospitalidades.

## Campañas del Perú y del Brasil
Se unió al ejército del Perú con el grado de capitán y participó en el asalto a las fortalezas del Callao. A órdenes del general Rudecindo Alvarado participó en la campaña de "Puertos Intermedios", luchando en las derrotas de Torata y Moquegua; en la retirada que siguió, el buque que los llevaba naufragó, y estuvo a punto de morir de sed en la costa desértica. Fue ayudante del general Mariano Necochea en la batalla de Junín, y peleó a órdenes de Guillermo Miller en las batallas de Matará, Huanta y Ayacucho.
De regreso a Buenos Aires, fue nombrado segundo jefe de un batallón de caballería, con el que hizo la campaña de la Guerra del Brasil; combatió en las batallas de Ituzaingó, Camacuá y Padre Filiberto; reemplazó en el mando de su regimiento al coronel Juan Esteban Pedernera.

## La frontera con los indígenas
Regresó a Buenos Aires junto con el general José María Paz, pero se mantuvo alejado de la guerra civil. Fue enviado al fuerte de Salto, donde se dedicó a la defensa contra los indígenas ranqueles. Más tarde fue edecán de los gobernadores Juan Manuel de Rosas y Juan Ramón Balcarce.
Cuando estalló la Revolución de los Restauradores, en 1833, se pronunció a favor de la misma, de modo que fue arrestado en un buque de guerra, aunque logró sublevar a la tripulación del bote en que lo trasladaban y escapar. Se unió en Tigre a las fuerzas del coronel Rolón, y participó en los pequeños combates que anticiparon la renuncia de Balcarce.
Fue puesto al mando de un escuadrón del regimiento de campaña nro 1. Al mando de esa fuerza, en noviembre de 1836 fundó un fortín, y enseguida el fuerte de Cruz de Guerra, base del actual pueblo de Veinticinco de Mayo. Se dedicó a defender esa zona, y sus soldados, asustados por la firmeza de su disciplina, lo acusaron de abuso de autoridad; no fue castigado, y tampoco castigó a sus acusadores. Luchó en varios encuentros con los indígenas, y en mayo de 1838 derrotó por completo al cacique Llanguelén, que se retiraba de un malón con un importante botín.

## Las guerras civiles
En 1839 fue ascendido a coronel. Al año siguiente formó en las fuerzas reunidas en Santos Lugares para repeler la invasión de Juan Lavalle, y participó en el inicio de la campaña de persecución a éste, cuando se retiraba hacia el interior del país.
En 1843 fue enviado al frente de mil hombres de caballería al Uruguay, donde participó en la toma de Colonia y casi una decena de batallas, entre ellas Solís Grande, el Cordobés y otras. Se hizo muy amigo del general Urquiza, y el presidente Manuel Oribe le encargó el comando de toda el ala izquierda de las fuerzas del sitio de Montevideo. Comenzó entonces a escribir sus recuerdos de la guerra de Independencia.
Cuando Urquiza invadió el Uruguay para forzar el levantamiento del sitio, se retiró con muchos otros jefes porteños a Buenos Aires. Combatió en la batalla de Caseros del lado de Rosas, y fue herido de bala.
Fue edecán del gobernador Vicente López y Planes, y se opuso firmemente a la revolución unitaria de septiembre. Se unió al sitio que el general Hilario Lagos le impuso a la capital desde diciembre de 1852 hasta julio del año siguiente. Le tocó presidir el consejo de guerra que enjuició al coronel Pedro Rosas y Belgrano y lo condenó a muerte, pena que no se cumplió.
Al ser levantado el sitio se retiró a Entre Ríos, donde fue puesto al mando del regimiento Estrella, asignado a la escolta del presidente, y modelo oficial de disciplina para las demás unidades del Ejército de la Confederación Argentina.
Participó en la batalla de Cepeda y permaneció en Concepción del Uruguay, como jefe de la escolta del gobernador. Poco antes de la batalla de Pavón pidió el retiro, y emigró al Uruguay a fines de año.

## Últimos años
Regresó a Buenos Aires en agosto de 1863, y al año siguiente se le reconoció el retiro que le correspondía. En noviembre de 1868 pasó a vivir en Concepción del Uruguay, donde dedicó todo su tiempo a la escritura de sus Memorias. Escribió más de 1.500 hojas que se mantuvieron sin editar mucho tiempo, pero que aún manuscritas fueron una valiosa fuente de información para los historiadores.
Posiblemente haya regresado a Buenos Aires durante la rebelión jordanista de 1870.
Falleció en Buenos Aires en junio de 1876 y fue enterrado en el cementerio de la Recoleta.